# Viira (Luunja)
Viira (Duits: Wira) is een plaats in de Estlandse gemeente Luunja, provincie Tartumaa. De plaats heeft de status van dorp (Estisch: küla) en telt 32 inwoners (2021).
Tussen Viira en Praaga in de gemeente Peipsiääre ligt het Koosameer (Estisch: Koosa järv) met een oppervlakte van 281,3 ha.

## Geschiedenis
Viira werd in 1592 voor het eerst genoemd als naam van een veeboerderij. Viira hoorde toen bij het noordelijker gelegen  Tähemaa. Dat bleef zo tot 1987, toen dat dorp werd gesplitst.